# Hieracium tuvinicum
Hieracium tuvinicum là một loài thực vật có hoa trong họ Cúc. Loài này được Krasnob. & Shaulo mô tả khoa học đầu tiên năm 1984.